# فرودگاه فینکس گودیر

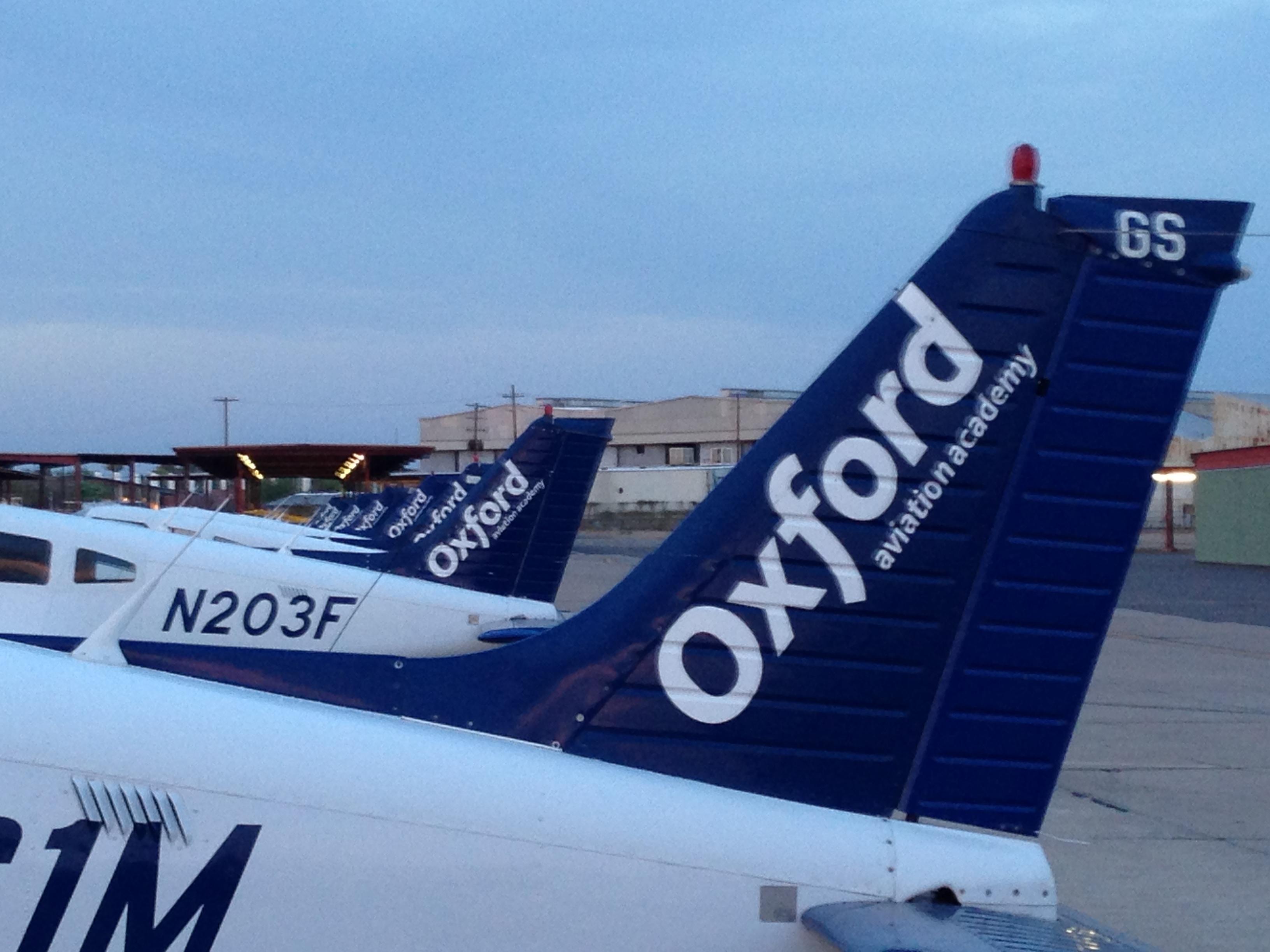
Oxford Aviation Academy's ramp

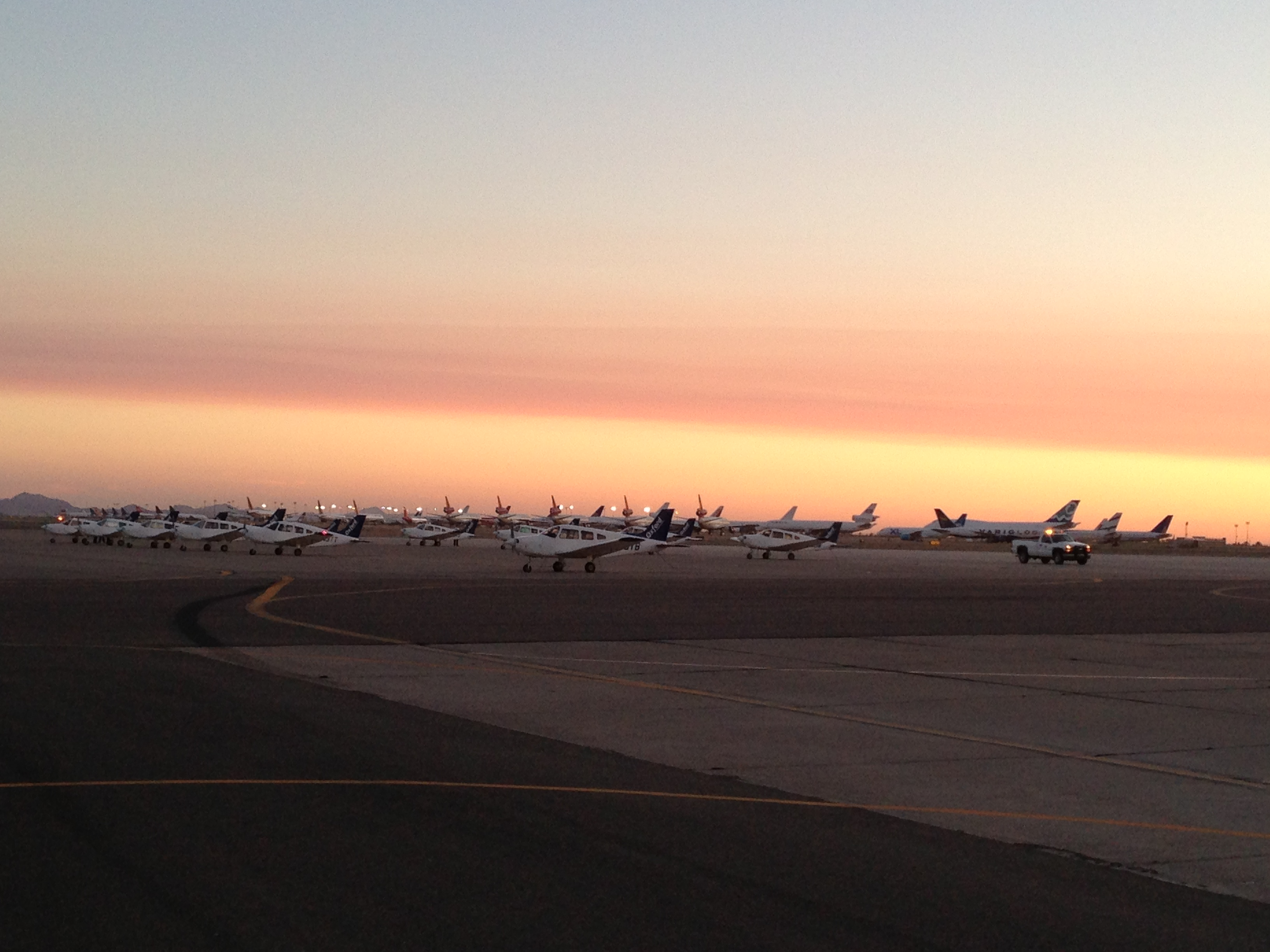
Seen from Lufthansa ramp

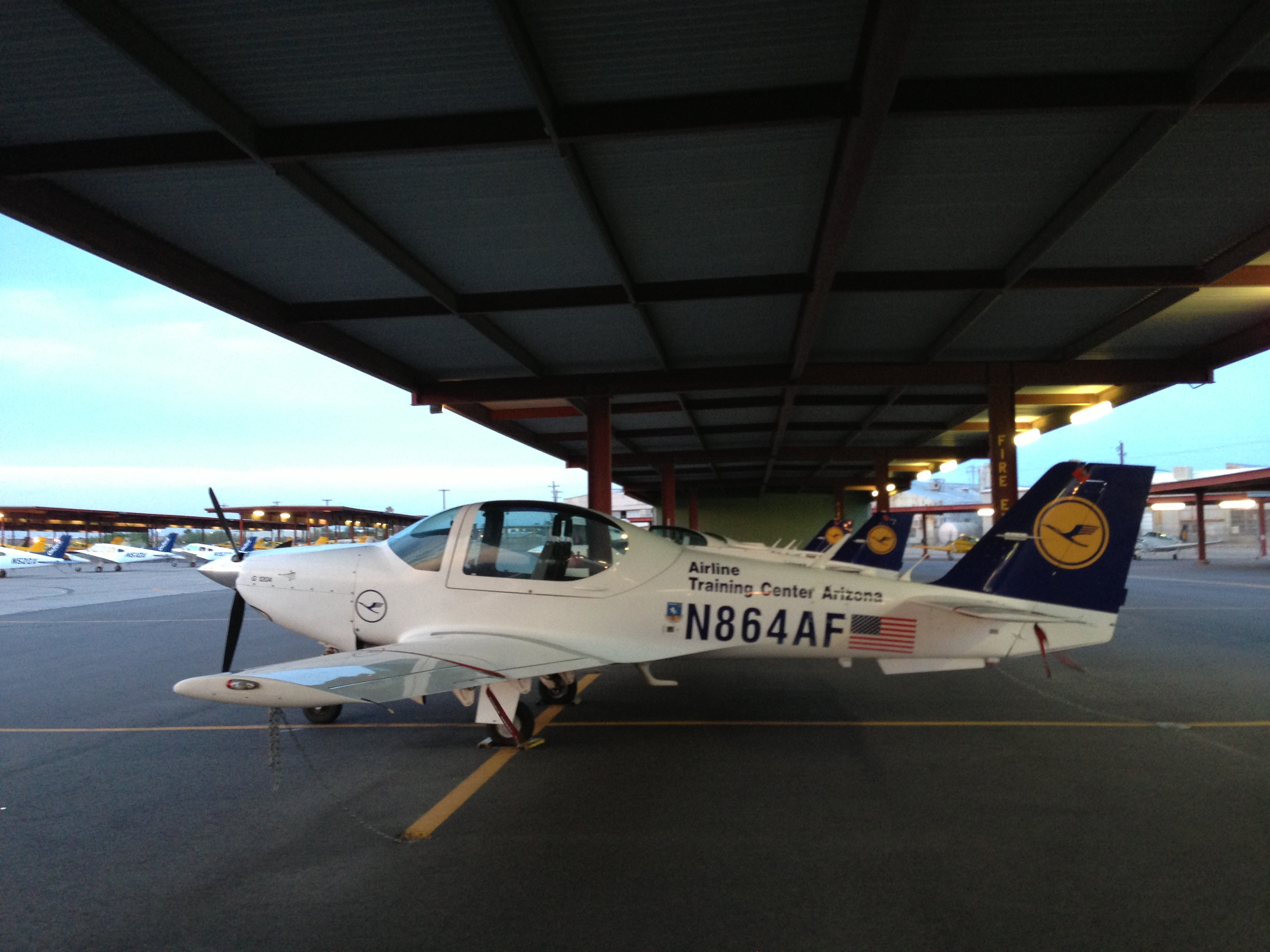
Lufthansa Flight Training's ramp

 فرودگاه فینکس گودیر  (به انگلیسی: Phoenix Goodyear Airport) یک فرودگاه همگانی بهره‌برداری هوایی با کد یاتا GYR است که یک باند فرود آسفالت دارد و طول باند آن ۲۵۹۱ متر است. این فرودگاه در شهر گودیر، آریزونا کشور ایالات متحده آمریکا قرار دارد و در ارتفاع ۲۹۵ متری از سطح دریا واقع شده است.